# 克雷廷加

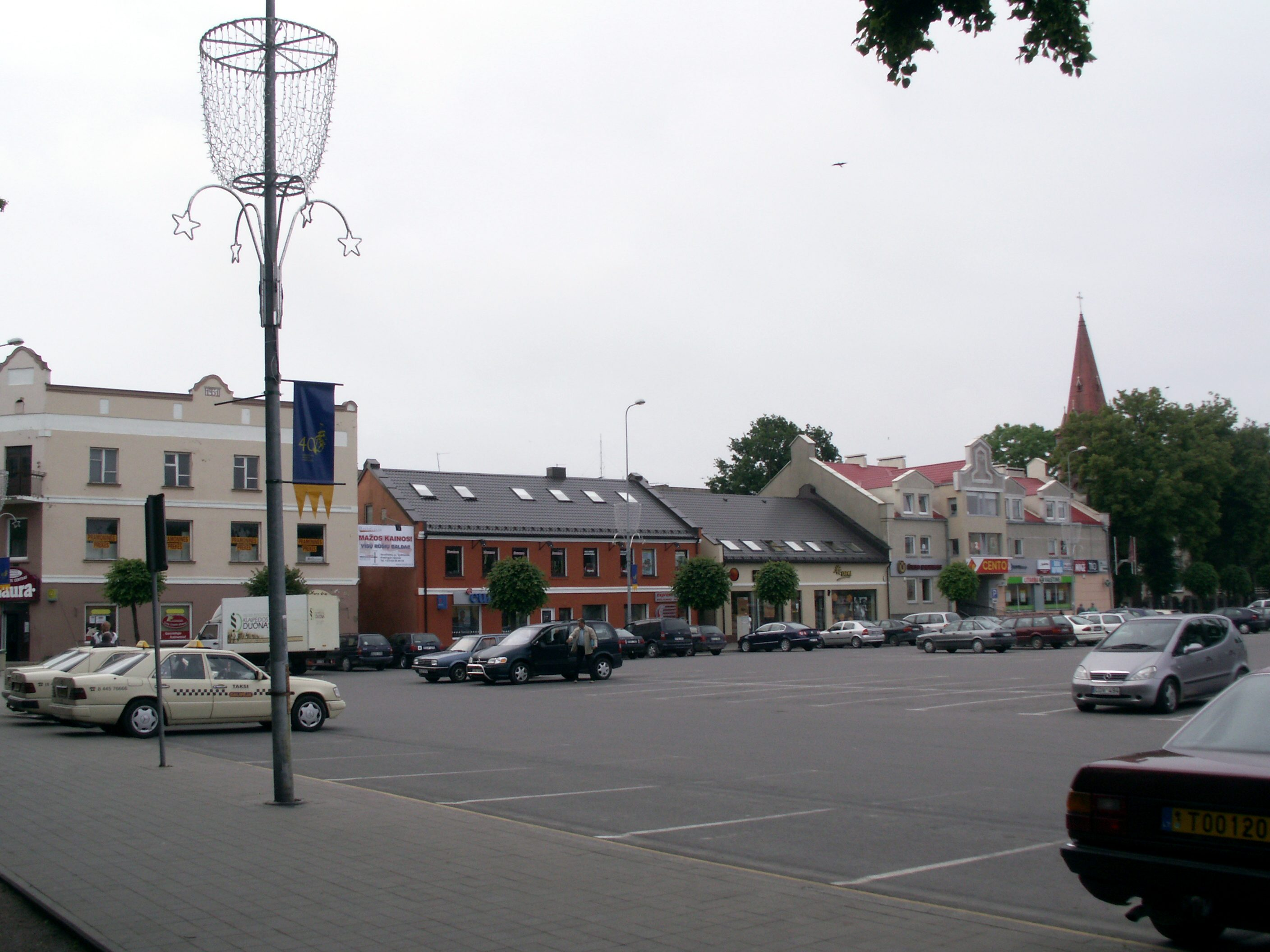
克雷廷加

克雷廷加是立陶宛的城市，位於克萊佩達以北約25公里，由克萊佩達縣負責管轄，面積989平方公里，該市北面的皇宮改建為博物館，2008年人口21,460。

## 外部連結
- （英文） Kretinga's official website （页面存档备份，存于）
- （英文） Historic images of Kretinga （页面存档备份，存于）
- （英文） The Kretinga Manor Museum
- （英文） Geothermal resources in Lithuania
- （立陶宛文） Benedictine monastery
- （立陶宛文） History of Kretinga